# Gerumaradahalli, Gudibanda
Gerumaradahalli là một làng thuộc tehsil Gudibanda, huyện Kolar, bang Karnataka, Ấn Độ.